# Distretto di Danzica
Il distretto di Danzica (in polacco powiat gdański) è un distretto polacco appartenente al voivodato della Pomerania.

## Geografia antropica

### Suddivisioni amministrative
Il distretto comprende 8 comuni.
- Comuni urbani: Pruszcz Gdański
- Comuni rurali: Cedry Wielkie, Kolbudy, Pruszcz Gdański, Przywidz, Pszczółki, Suchy Dąb, Trąbki Wielkie